# Marie Krůbová
Marie Šedivá provdaná Krůbová (12. října 1908 – 13. prosince 1975 Praha, Československo) byla československá sportovní šermířka české národnosti, která se specializovala na šerm fleretem. Československo reprezentovala ve třicátých letech.

## Sportovní dráha
Závodila za klub Sokol Vršovice. Na olympijských hrách startovala v roce 1936 v soutěži jednotlivkyň. V roce 1938 získala v Piešťanech titul mistryně světa v soutěži jednotlivkyň v šermu fleretem (v dobové terminologii též končířem). Za vítězství ji v roce 1939 vyznamenal primátor hl. města Prahy zlatou medailí 1. stupně.
Po druhé světové válce pracovala jako trenérka ve VŠ Slávia (USK) Praha. Na její počest pořádá Český šermířský svaz turnaj "Memoriál Marie Krůbové".
Je jedinou českou i československou mistryní světa v šermu (k roku 2017), zlato zde nezískali ani muži.

## Rodinný život
V průběhu 2. světové války se provdala za šermíře a trenéra Sokola Vršovice Jaroslava Krůbu. Manželství, které vzniklo po dlouhé známosti, se rozpadlo.